# Phytoliriomyza flavostriata
Phytoliriomyza flavostriata este o specie de muște din genul Phytoliriomyza, familia Agromyzidae, descrisă de Zlobin în anul 1997. Conform Catalogue of Life specia Phytoliriomyza flavostriata nu are subspecii cunoscute.